# Petr Šálek
Petr Šálek (* 19. července 1948, Praha) je český fotograf. Je držitelem titulu QEP (Qualified European Photographer).

## Životopis
V roce 1981 absolvoval Filmovou a televizní fakultu Akademie múzických umění, kde studoval na katedře umělecké fotografie u profesora Jána Šmoka. Je nositelem titulu MgA. V témže roce odešel do Spolkové republiky Německo, kde působil jako reklamní fotograf. V roce 1999 se vrátil do Prahy.

## Dílo
Věnuje se reklamní a experimentální fotografii, fotografii krajiny a architektury. Krajinu a architekturu fotografuje též panoramatickými přístroji.

### Cyklus 1984
Název této fotografické série z roku 2010 byl inspirován knihou George Orwella 1984. Šálek stylizuje každodenní aktivity v duchu orwellowské sci-fi; snímky s nádechem černého humoru mají vytvořit ironickou představu o tom, jak by mohl vypadat život ve státě, kterému vládne Velký bratr. Možná bychom se neměli poučovat jen z chyb minulosti, ale měli bychom se také zamyslet nad tím, jak by náš život mohl v budoucnosti vypadat, pokud se nepoučíme… (Pro diváka může být zajímavá skutečnost, že Šálek emigroval z komunistického Československa v roce 1981 a do České republiky se vrátil až po sametové revoluci.) Většina rekvizit na fotografiích pochází z doby okolo roku 1984 nebo i dřívější. Cyklus obsahuje 20 velkoformátových fotografií a vyšel rovněž knižně 

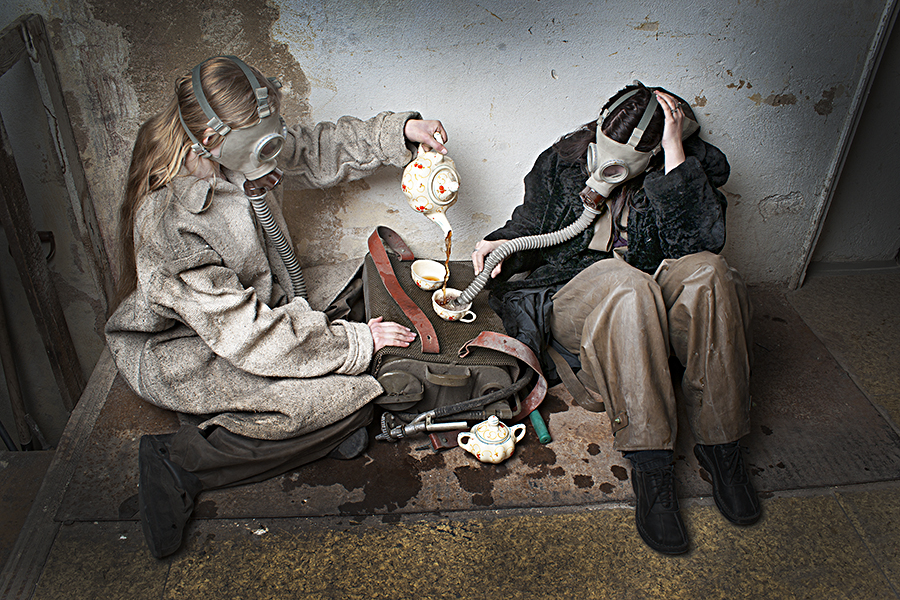
Čajový dýchánek, fotografie z cyklu 1984 (2010)
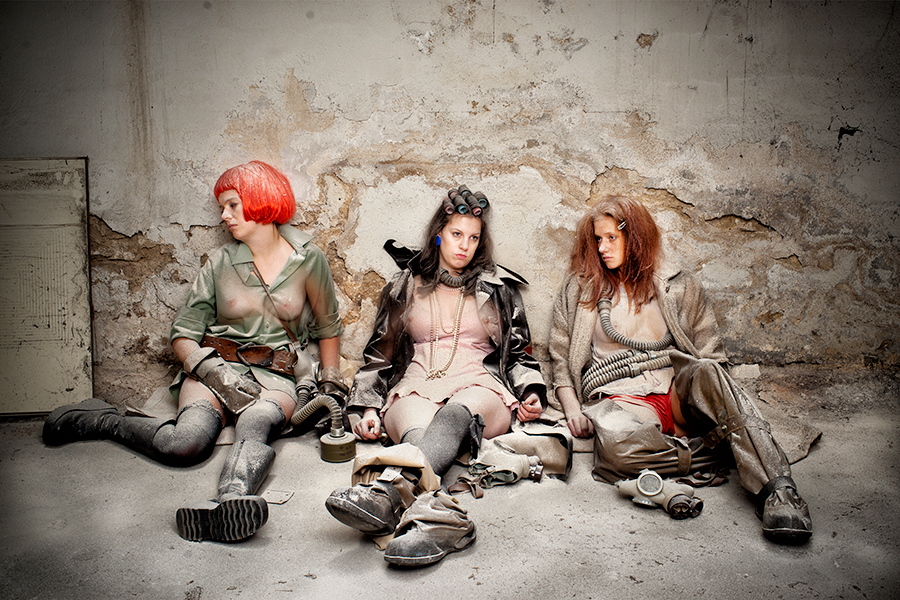
Kam se poděla ta bedna se spodním prádlem?, fotografie z cyklu 1984 (2010)
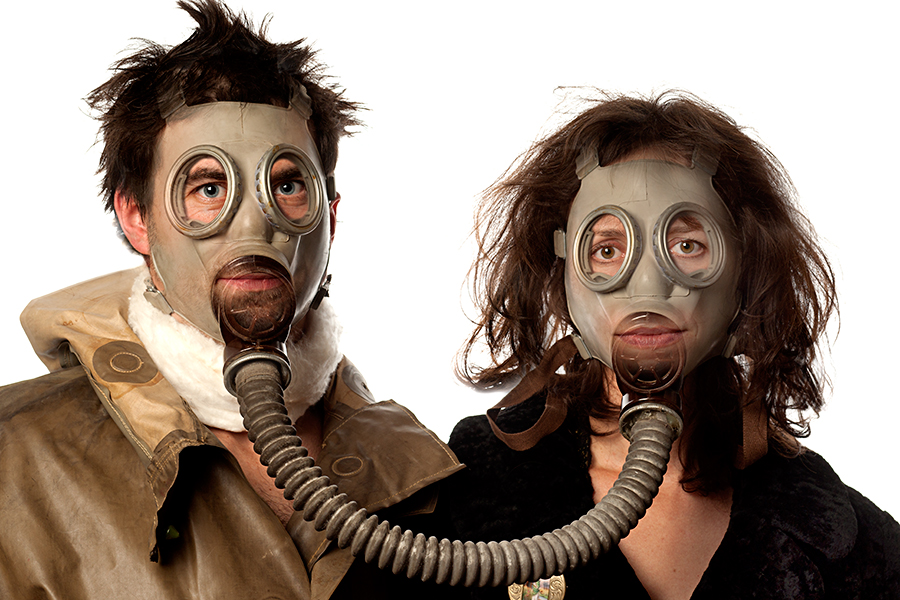
Konečně svoji, fotografie z cyklu 1984 (2010)
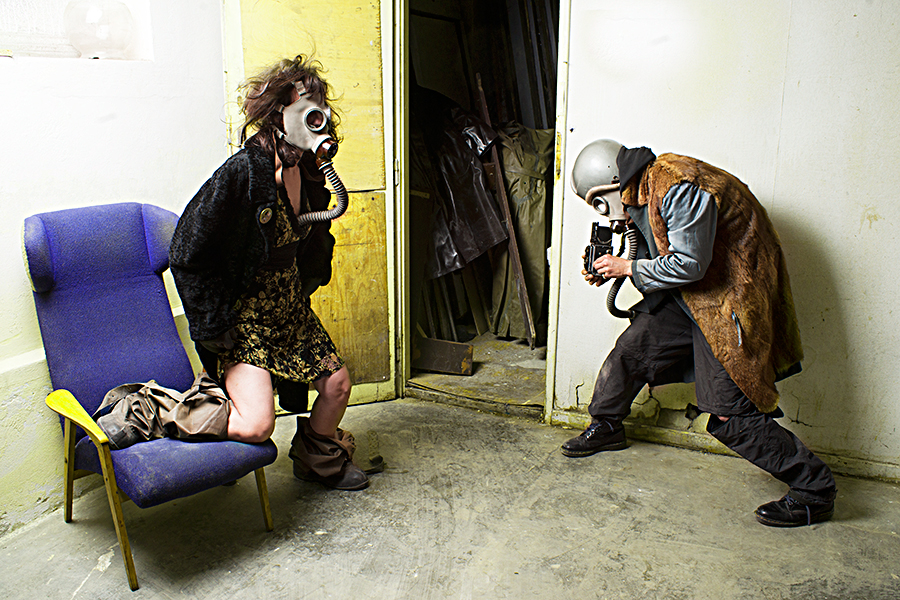
Paráda!!! První péefka co fotím na barvu!, fotografie z cyklu 1984 (2010)
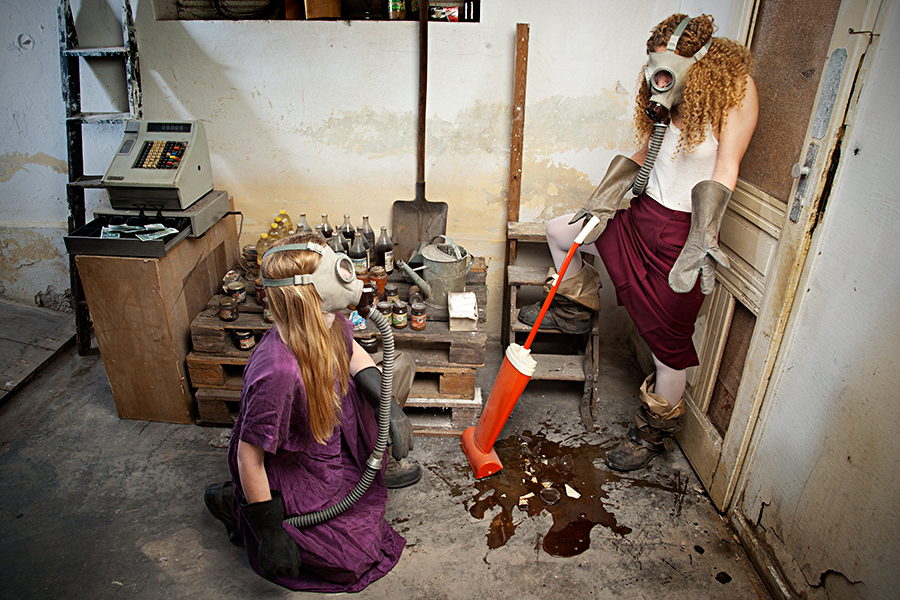
Smíšené zboží, fotografie z cyklu 1984 (2010)
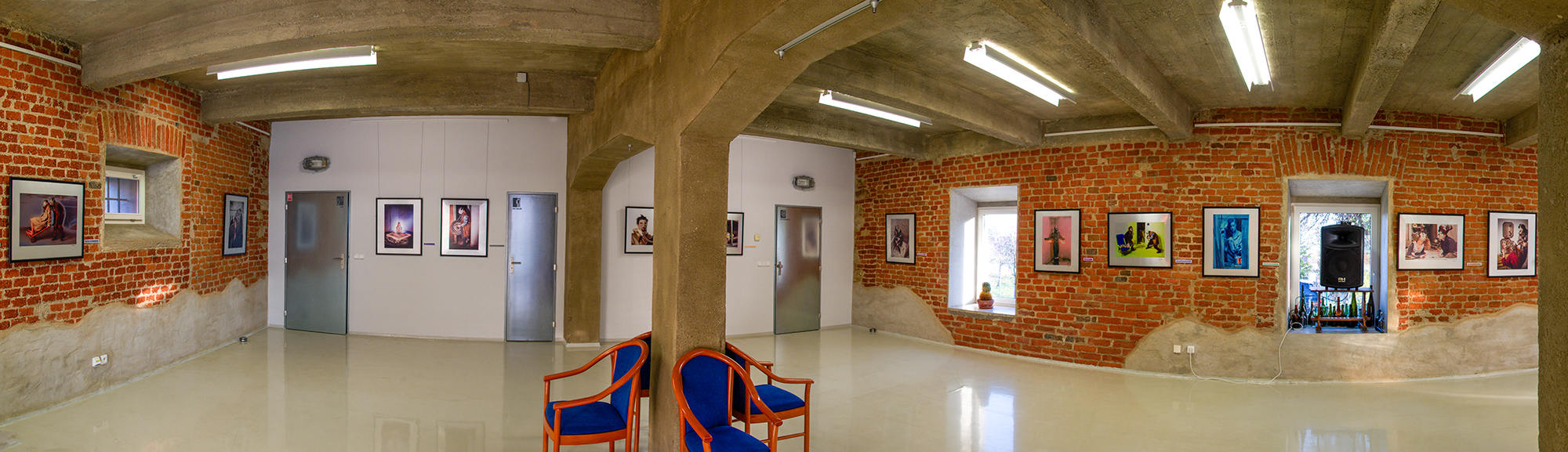
Výstava 1984 v Q galerii v Uherském Brodě 2024

### Výstavy (výběr)

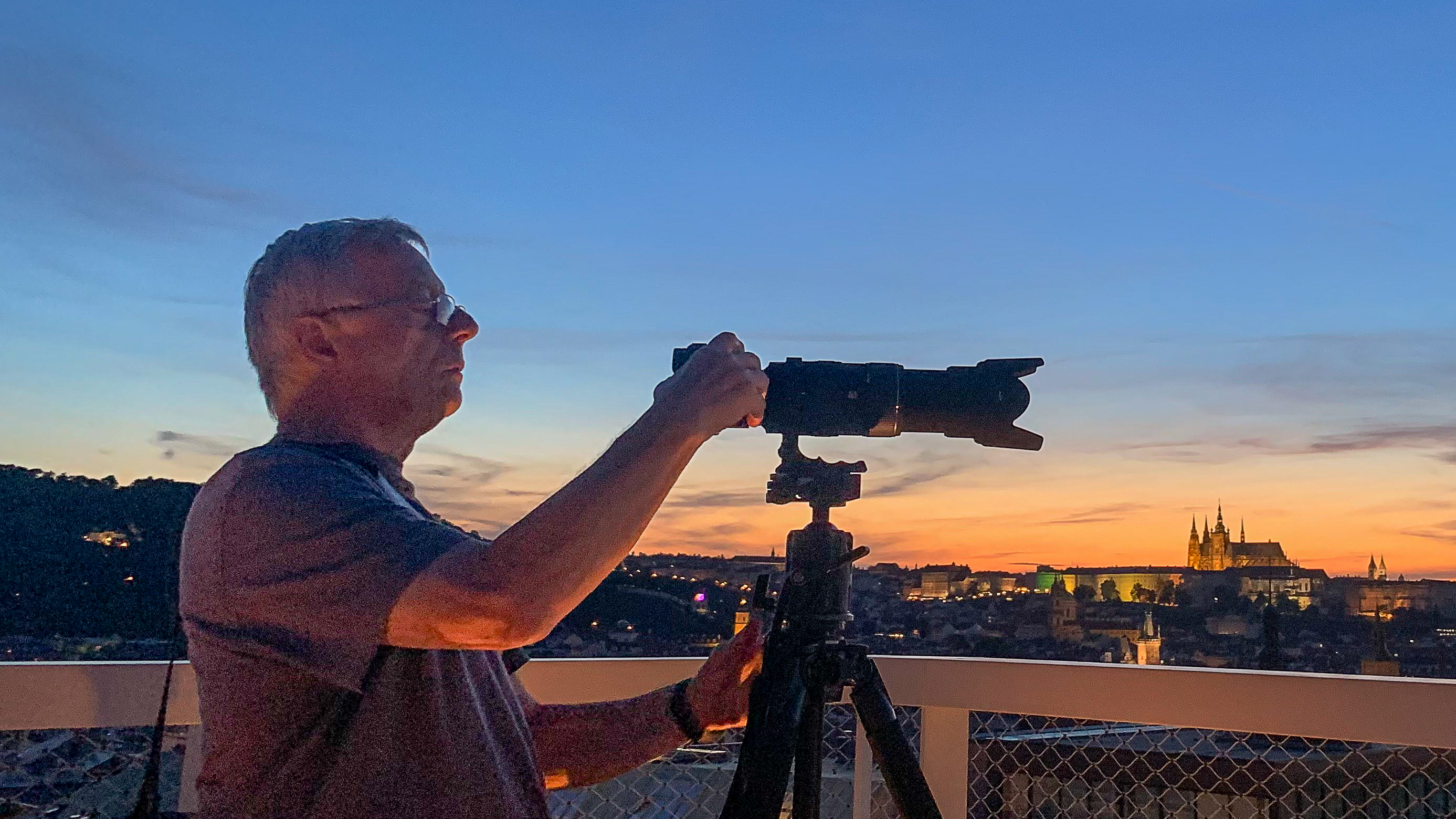
Petr Šálek při práci

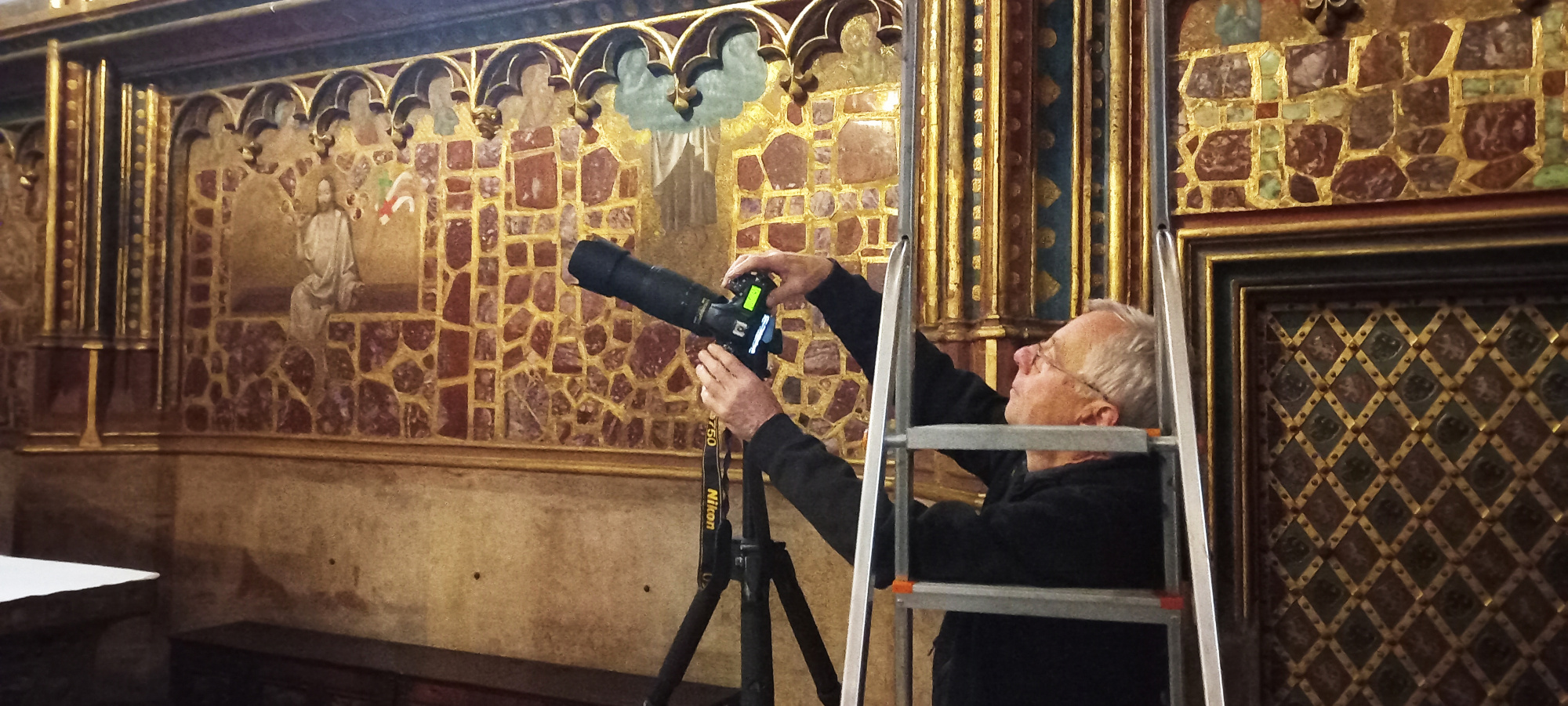
Petr Šálek při práci v kapli sv. Václava

- 1996 Young Fashion – Künstlerfest, Erlangen, SRN
- 1996 Vodní hrátky – Blumen & Art, Norimberk, SRN
- 1996 Avantgarde – Ward-Nasse Gallery, New York, USA
- 1996 Květiny – Blumen & Art, Norimberk, SRN
- 1997 Technikum – Schwan Stabilo, Heroldsberg, SRN
- 1997 Digitální fotografie – Motor-Presse-Verlag, Stuttgart, SRN
- 1997 Fotografie – Funkhaus, Norimberk, SRN
- 1998 Fotografie – Cebit, Hannover, SRN
- 1998 Pohledy – obrazová galerie OBI, Norimberk, SRN
- 1998 Svět fotografie – zastoupení firmy Epson, Vídeň, Rakousko
- 1999 Sbalit (fotografie ve spolupráci s německým choreografem Felixem Ruckertem) – klub Solidní nejistota, Praha
- 2000 Praha – evropské město kultury – doprovodná výstava k tanečním vystoupením souboru Dance Perfekt v partnerských evropských městech kultury – Brusel, Belgie; Bologna, Itálie; Reykjavík, Island; Avignon, Francie; Helsinky, Finsko
- 2000 Jak se kalí grafie (spoluautor Petr Geisler) – Národní galerie v Praze, zámek Zbraslav
- 2001 Animal Dancing – Studio Fénix, Praha
- 2002 Fotokaligrafie (kombinace fotografií s kaligrafiemi Petra Geislera) klub Solidní nejistota, Praha
- 2002 Slepá ulička – Studio Fénix, Praha
- 2002 Qualified European Photographer – Národní muzeum fotografie, Jindřichův Hradec
- 2003 Podvodníci 1 – Mezinárodní výstava Interkamera, Výstaviště Praha
- 2004 Fotokaligrafie 2 – Firma Mironet, Praha
- 2004 Podvodníci 2 – klub Solidní nejistota, Praha
- 2004 Fotokaligrafie 3 – Digiforum, Praha
- 2004 Podvodníci 3 – Galerie Allegro, Praha
- 2005 Bahno na plátně – Mezinárodní výstava Interkamera, Výstaviště Praha
- 2006 Průřez + Prague XXL – Staroměstská radnice, Praha
- 2006 Příroda XXL – Mezinárodní výstava Interkamera, Výstaviště Praha
- 2008 Praha panoramatická – Buenos Aires
- 2008 Prague Photo – Praha
- 2009 Letiště Praha-Ruzyně, prezentace Prahy k předsednictví České republiky v Evropské unii (na projektu spolupracoval grafik Pavel Dufek)
- 2009 Foto-Kali-grafie – Cafe Kino Lucerna, Praha
- 2009 Watergames – Famood, Praha
- 2010 1984 Hotel Clarion, Praha
- 2011 1984 - 2 Cafe Technika, Praha [3]
- 2011 Praha panoramatická, Hotel Leonardo, Praha
- 2011 Praha panoramatická, Novoměstská radnice, Praha
- 2011 Česká příroda, Novoměstská kavárna, Praha
- 2011 1984 - 3 Centrum současného umění DOX, Praha, [4]
- 2012 Praha panoramatická, věž Novoměstské radnice, Praha
- 2012 Železniční most 1, kavárna Kofein, Praha, spolu s grafikem Pavlem Dufkem
- 2012 Železniční most 2, vinotéka Voršilka, Praha, spolu s grafikem Pavlem Dufkem
- 2014 Fotokaligrafie (kombinace fotografií s kaligrafiemi Petra Geislera), Prostor, Praha
- 2015 Kde domov můj, Prostor, Praha, spoluautor Pavel Dufek
- 2015 1984, Národní knihovna, Pristina, Kosovo
- 2016 Praha panoramatická,The National Library, Pristina, Kosovo
- 2017 Praha panoramatická, Stálá míse České republiky při OSN, New York
- 2018 Praha panoramatická, Kabul, Embassy of the Czech Republic
- 2022 Kde domov můj, Roesel - beer & food, Praha, spoluautor Pavel Dufek
- 2022 Kde domov můj II, Hostel Brix, Praha, spoluautor Pavel Dufek
- 2023 Funny Food, Vinárna u sv. Anežky, Praha, 7. listopad - 3. prosinec 2023.
- 2024 Svět podle Orwella, Q galerie, Uherský Brod, 8. listopad 2024 - [5]
- 2024 1984 repríza výstavy v prostorách českého velvyslanectví v Athénách při příležitosti 35. výročí Sametové revoluce.[6]

### Členství v organizacích
- 1982 Svaz německých fotogesignérů (Bund Freischaffender Foto-Designer - BFF)
- 2000 Asociace profesionálních fotografů České republiky
- 2002 Federace evropských fotografů (Federation of European Photographers - FEP)
- 2018 Fotoklub Praha

### Ocenění díla
- 2002 udělen titul QEP (Qualified European Photographer) v italském Orvietu
- 2006 ocenění Zlatý objektiv na Interkameře 2006 (kategorie: osobnost výstavy Interkamera 2006)

### Zastoupení ve sbírkách
- Národní muzeum fotografie, Jindřichův Hradec – Zlatý fond NMF [7]
- Národní knihovna ČR, Praha
- Uměleckoprůmyslové museum v Praze

## Publikace
- ŠÁLEK, Petr. Alexandr Paul – monografie. Praha, 1981.  diplomová práce. Filmová a televizní fakulta Akademie múzických umění.
- Běla Suchá: Tapiserie,1976,Jiří Suchý: Kresba a grafika, Petr Šálek Fotografie
- Československá fotografie v exilu (1939-1989), Praha, 1992, Anna Fárová, katalog
- Die neue Akt Fotoschule, 2000, VERLAG PHOTOGRAPHIE, ISBN 3-933131-00-6, titul a str. 26
- Reklama 1990-1999, 2000, Asociace fotografů, katalog výstavy, ISBN 80-902629-2-9
- Asociace fotografů České republiky se představuje: Petr Šálek, FotoVideo 2001, č. 11
- Česká fotografie 20. století, Praha, 2005, Vladimír Birgus, Jan Mlčoch, UPM, KANT, ISBN 80-86217-89-2
- 1984, Praha : Petr Šálek, 2011, grafická úprava Pavel Dufek, ISBN 978-80-254-9180-5
- Praha XXL = Prague XXL ; Tělo = Body, katalog výstavy na Staroměstské radnici, Praha: Petr Šálek, 2005, ISBN 80-239-6487-9
- Jeden den České republiky, editor: Pavel Radosta, 2008, ISBN 978-80-254-0496-6, str. 156, 157[8]
- DECURIA, 10 QEP fotografů z České republiky, 2005, Vydavatel: HQ Kontakt, ISBN 80-903071-4-0, str. 166-181
- PRAGUE, Petr Šálek, 2016, grafická úprava Pavel Dufek. ISBN 978-80-260-9910-9

## Zajímavosti
Pět panoramatických fotogrfií z cyklu Praha XXL bylo zapsáno v roce 2005 do České knihy rekordů, kterou vede Agentura Dobrý den z Pelhřimova. Délka každé z pohlednic byla 130 cm.